# Lärarlegitimation
Lärarlegitimation  är en yrkeslegitimation som krävs för att få bedriva undervisning och sätta betyg i grundskola och gymnasium i vissa länder. Legitimationens utfärdande visar att innehavaren har examensbevis och har tjänstgjort en viss tid som fastställts för legitimationens utfärdande. 

## Sverige
I Sverige kan lärare ansöka om lärarlegitimation sedan den 1 augusti 2011. Införandet av lärarlegitimation innebär att enbart legitimerade lärare får fastanställas som förskollärare, grundskollärare och gymnasielärare. 
Legitimerade lärare kan också fullt ut ansvara för sin undervisning, medan rektor är ansvarig i fall då undervisning bedrivs av icke legitimerad lärare.  Den som varit anställd som lärare sedan juni 2011 får undervisa och självständigt sätta betyg utan legitimation till och med juni 2015. Övriga lärare måste från och med den 1 december 2013 ha legitimation. Det finns i dagsläget vissa undantag från kravet på legitimation, exempelvis för undervisning i yrkesämnen och modersmål. 

### Bakgrund
I Sverige initierades idén om lärarlegitimation av Lärarnas Riksförbund som redan på sin kongress 1992 beslutade sig för att kämpa för införandet av en legitimation för lärare. Allians för Sverige enades om ett krav på lärarauktorisation (punkt 108 i rapporten ”Mer kunskap - en modern utbildningspolitik, Allians för Sverige 2006). Efter regeringsskiftet 2006 bereddes ärendet och i början av 2011 kom ärendet på riksdagens bord. Syftet med införandet var att höja lärarnas löner och på så sätt höja det låga söktrycket till lärarutbildningar och därmed de antagna lärarstudenternas meritvärden (gymnasiepoäng), att minska flykten av utbildade lärare till mer välbetalda yrken samt att komma åt problemet med det stora antalet obehöriga lärare. 
Den 2 mars 2011 fattade riksdagen beslut om att lärarlegitimation ska införas. Voteringsresultatet blev 282 Ja mot 23 Nej. Skolverket fick regeringens uppdrag att förbereda och organisera arbetet med att legitimera lärare och förskollärare. Utbildningsdepartementet tog fram den förordning som klargör vad som krävs för bli behörig att undervisa i ämnen och årskurser.
Legitimationskravet skulle enligt de ursprungliga planerna träda i kraft den 1 juli 2012, med övergångsregler fram till 2015. Skolverket kunde emellertid inte utfärda legitimationer i den takt man räknat med, och i april 2012 godkände regeringen en hemställan om att senarelägga det fastställda datumet till den 1 december 2013.

### Årskurs 1-2
1. Grundlärare F-3 (från 2011 års utbildning),
2. Äldre examen avsedd för arbete i någon av årskurserna 1-3, eller
3. En examen som kompletterats så att läraren fått kunskaper och förmågor som motsvarar examen som avses i 1.

I bild, hem- och konsumentkunskap, idrott och hälsa, musik, slöjd eller moderna språk
1. Grundlärare fritidshem (från 2011 års utbildning),
2. Grundlärare 4-6 (från 2011 års utbildning),
3. Ämneslärare 7-9 (från 2011 års utbildning),
4. Äldre examen avsedd för fritidshem och minst en årskurs i grundskolan,
5. Äldre examen avsedd för minst en av årskurserna 4-9 i grundskolan

### Årskurs 3
1. Behörig i årskurs 1-2
2. Grundlärare 4-6 (från 2011 års utbildning),
3. Äldre examen avsedd för minst en av årskurserna 4-6, eller

### Årskurs 4-6
1. Grundlärare 4-6 (från 2011 års utbildning),
2. Grundlärare fritidshem (från 2011 års utbildning),
3. Ämneslärare 7-9 (från 2011 års utbildning),
4. En äldre examen avsedd för minst en av årskurserna 4-6, eller
5. Äldre examen avsedd för minst en av årskurserna 7-9

### Årskurs 7-9
(Behörigheten gäller endast i det eller de ämnen som omfattas av lärarens examen. Lärare som avses i stycke 3 är endast behöriga för den eller de årskurser som omfattas av lärarens examen.)
1. Ämneslärare 7-9 (från 2011 års utbildning),
2. Ämneslärare gymnasieskolan (från 2011 års utbildning),
3. Äldre examen avsedd för minst en av årskurserna 7-9, eller
4. Äldre examen avsedd för gymnasieskolan

### Gymnasieskolan
(ej yrkesämnen)
1. Ämneslärare gymnasieskolan (från 2011 års utbildning),
2. Ämneslärare 7-9 (från 2011 års utbildning),
3. Äldre examen avsedd för gymnasieskolan,
4. Äldre examen avsedd för arbete som lärare, om den omfattar minst 120 högskolepoäng eller motsvarande i ämnena svenska, samhällskunskap eller musik eller minst 90 högskolepoäng eller motsvarande i ett annat ämne,

### Ämneskunskaper  som krävs om man kompletterar utbildningen

#### Svenska
- åk 1-6 30 hp
- åk 7-9 90 hp
- gymnasiet 120 hp

#### Matematik
- åk 1-6 30 hp
- åk 7-9 45 hp
- gymnasiet 90 hp

#### Engelska
- åk 1-6 30 hp
- åk 7-9 45 hp
- gymnasiet 90 hp

#### Samhällskunskap
- åk 1-3 15 i SO
- åk 4-6 7,5 hp
- åk 7-9 90 hp
- gymnasiet 120 hp

#### Geografi
- åk 1-3 15 i SO
- åk 4-6 7,5 hp
- åk 7-9 45 hp
- gymnasiet 90 hp

#### Historia
- åk 1-3 15 i SO
- åk 4-6 7,5 hp
- åk 7-9 45 hp
- gymnasiet 90 hp

#### Religion
- åk 1-3 15 i SO
- åk 4-6 7,5 hp
- åk 7-9 45 hp
- gymnasiet 90 hp

#### Fysik
- åk 1-3 15 i NO och teknik
- åk 4-6 7,5 hp
- åk 7-9 45 hp
- gymnasiet 90 hp

#### Kemi
- åk 1-3 15 i NO och teknik
- åk 4-6 7,5 hp
- åk 7-9 45 hp
- gymnasiet 90 hp

#### Biologi
- åk 1-3 15 i NO och teknik
- åk 4-6 7,5 hp
- åk 7-9 45 hp
- gymnasiet 90 hp

#### Teknik
- åk 1-3 15 hp i NO och teknik
- åk 4-6 7,5 hp
- åk 7-9 45 hp
- gymnasiet 90 hp

#### Bild
- åk 1-6 30 hp  bild eller i bild + hemkunskap/idrott/musik/slöjd
- åk 7-9 45 hp
- gymnasiet 90 hp

#### Hem- och konsumentkunskap
- åk 1-6 30 hp  hem- och konsumentkunskap eller i hem- och konsumentkunskap + bild/idrott/musik/slöjd
- åk 7-9 45 hp
- gymnasiet 90 hp

### Teater
- gymnasiet 90 hp i ämnet teater
- hp i ämne pedagogik

### Idrott
- åk 1-6 30 hp  idrott eller i idrott + bild/hemkunskap/musik/slöjd
- åk 7-9 45 hp
- gymnasiet 90 hp

### Slöjd
- åk 1-6 30 hp  slöjd eller i slöjd + bild/hemkunskap/musik/idrott
- åk 7-9 45 hp
- gymnasiet 90 hp

### Musik
- åk 1-6 30 hp  musik eller i musik + bild/hemkunskap/musik/slöjd
- åk 7-9 90 hp
- gymnasiet 120 hp

### Svenska för invandrare
- åk 1 - gymnasiet  30 hp

### Specialfall

#### Modersmålslärare
1. Ämneslärarexamen 7-9 eller gymnasieskolan (från 2011 års utbildning) där modersmålet ingår som ämne.
2. Äldre examen avsedd för undervisning i modersmålet.
3. En examen som ger behörighet enligt denna förordning och som kompletterats med minst 30 högskolepoäng eller motsvarande omfattning i modersmålet.

#### Kommer det att krävas behörighet i modersmål?
Den maj 2012 beslutade riksdagen tillkännage för regeringen som sin mening om behovet av lärarlegitimation för modersmålslärare